# Kiribati na Letních olympijských hrách 2008
Kiribati se účastnilo Letních olympijských her 2008 a zastupovali ho 2 sportovci ve 2 sportech (2 muži). Jednalo se o teprve druhý start tohoto státu na letních olympijských hrách. Vlajkonošem výpravy během zahajovacího ceremoniálu byl vzpěrač David Katoatau. Vlajkonošem výpravy během zakončovacího ceremoniálu byl předseda Národního olympijského výboru Kiribati Birimaka Tekanene. Nejmladším z týmu byl Rabangaki Nawai, kterému v době konání her bylo 23 let. Nejstarší z týmu byl David Katoatau, kterému bylo v době konání her 24 let. Nikomu z výpravy se během her nepodařilo získat medaili.

## Pozadí
Kiribati se o účast na letních olympijských hrách zajímalo již v 80. letech 20. století, ale Národní olympijský výbor byl založen až roku 2002 a až v roce 2003 uznán Mezinárodním olympijským výborem. Poprvé se tedy letních olympijský her země zúčastnila v roce 2004 v Athénách, kde se nikomu z reprezentantů nepodařilo získat medaili.
Původně měli zemi v Pekingu reprezentovat tři sportovci, ale sprinterka Kaitinano Mwemweata musela odstoupit ze zdravotních důvodů a podrobit se léčbě tuberkulózy.

## Disciplíny

### Atletika
V atletice zemi reprezentoval Rabangaki Nawai, který měl závodit v běhu na 100 a 200 m, ale do běhu na 200 m z blíže neupřesněných důvodů nenastoupil. V závodě na 100 m i přes nejrychlejší reakční čas na startu v závěru závodu ztratil a ve svém rozběhu skončil s časem 11,29 sekundy na posledním místě a do další části závodu nepostoupil.
| Sportovec       | Disciplína | Rozběh | Rozběh | Čtvrtfinále | Čtvrtfinále | Semifinále  | Semifinále  | Finále      | Finále      |
| Sportovec       | Disciplína | Čas    | Pořadí | Čas         | Pořadí      | Čas         | Pořadí      | Čas         | Pořadí      |
| --------------- | ---------- | ------ | ------ | ----------- | ----------- | ----------- | ----------- | ----------- | ----------- |
| Rabangaki Nawai | 100 m      | 11,29  | 8.     | nepostoupil | nepostoupil | nepostoupil | nepostoupil | nepostoupil | nepostoupil |

### Vzpírání
Ve vzpírání Kiribati reprezentoval David Katoatau ve váhové kategorii mužů do 85 kg. Na olympijské hry se kvalifikoval díky divoké kartě. V závodě dosáhl dohromady 313 bodů, což ho zařadilo na 15. místo z 21 startujících vzpěračů (z nichž však 5 soutěž nedokončilo).
| Sportovec      | Disciplína    | Trh      | Trh    | Nadhoz   | Nadhoz | Dohromady | Pořadí |
| Sportovec      | Disciplína    | Výsledek | Pořadí | Výsledek | Pořadí | Dohromady | Pořadí |
| -------------- | ------------- | -------- | ------ | -------- | ------ | --------- | ------ |
| David Katoatau | Muži do 85 kg | 135      | 18.    | 178      | 15.    | 313       | 15.    |